# Kodeks Rios

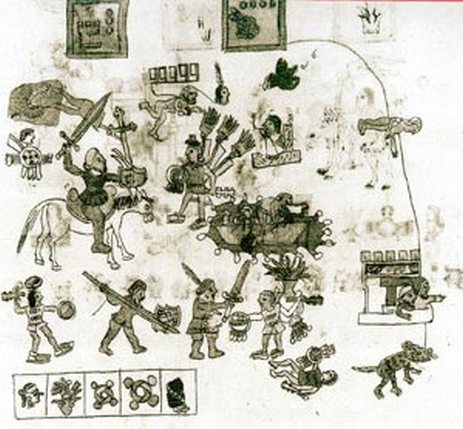
Fragment z Kodeksu Riosa

Kodeks Riosa – aztecki dokument prekolumbijski zawierający informacje na temat kalendarza Azteków oraz opis stworzenia świata. 

## Historia
Kodeks Riosa niekiedy zwany Kodeks Vaticanus, Kodeks Vatican A lub Kodeks Vaticanus 3738, został znaleziony w zbiorach Biblioteki Watykanu w Rzymie. Wiąże się go z innym manuskryptem – Kodeksem Telleriano Remensis, znajdującym się w Bibliotece Narodowej w Paryżu. Autorstwo przypisuje się po części dominikaninowi, Pedrowi de los Rios, który w latach 1547 i 1562 pracował w Oaxaca i Puebla. Niektóre fragmenty napisał jego brat. Kodeks Riosa we Włoszech pojawił się po roku 1566.

## Opis
Kodeks Riosa napisany został alfabetem łacińskim w języku nahuatl, pochodzi z okresu po podboju Meksyku. Prawdopodobnie jest kopią o wiele starszego manuskryptu, zagubionego Kodeksu Huitzilopochtli. Wchodzi w skład Kodeksów Borgii. Składa się ze 101 stron europejskiego papieru złożonego na kształt harmonijki.
Treść rękopisu zawiera opis toltecko-chichimeckiej kultury z Doliny Teotihuacán. Dzisiejsi naukowcy dzielą go na siedem sekcji: 
- pierwsza opisuje cztery epoki świata i historie ich zagłady;
- druga zajmuje się 260 dniowym kalendarzem znanym jako tonalamatl;
- następna opisuje rytuały i panujące zwyczaje oraz przedstawia charakterystykę Azteków;
- w kolejnej sekcji znajduje się tabela kalendarza dla lat 1558–1619
- w piątej sekcji znajduje się opis 18 miesięcznego kalendarza po 20 dnia każdy, wraz z odbywającymi się ceremoniami oraz rysunki bogów – opiekunów;
- szósta część jest najbardziej interesująca i zawiera historię Azteków, poczynając od ich migracji po najważniejsze wydarzenia w Dolinie Meksyku. Opis obejmuje lata 1195–1549;
- ostatnia część przedstawia symbole lat 1556–1562.

Większość kodeksu opatrzona jest długim komentarzem w języku włoskim.
Kodeks Riosa uznawany jest za amerykański kamień z Rosetty. Za jego pomocą uczeni w znacznym stopniu odczytali tajemnicze pismo azteckie. Obecnie przechowywany jest w Bibliotece Watykańskiej

## Publikacje
Pierwszą osobą, która opublikowała Kodeks był Lord Kingsbrough. Jego wydanie zawierało angielskie tłumaczenie z języka włoskiego. Każda strona została opatrzona informacjami na temat bogów z panteonu Azteków.
W 1979 w Austrii wydano pierwszą w XX wieku publikację Kodeksu Riosa.
Do ważniejszych należy zaliczyć wydanie włoskie z 1900 roku

## Galeria

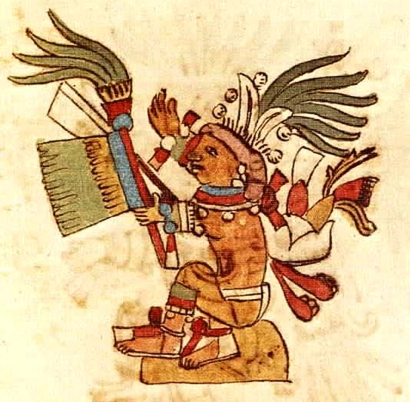
Centeotl Bogini kukurydzy
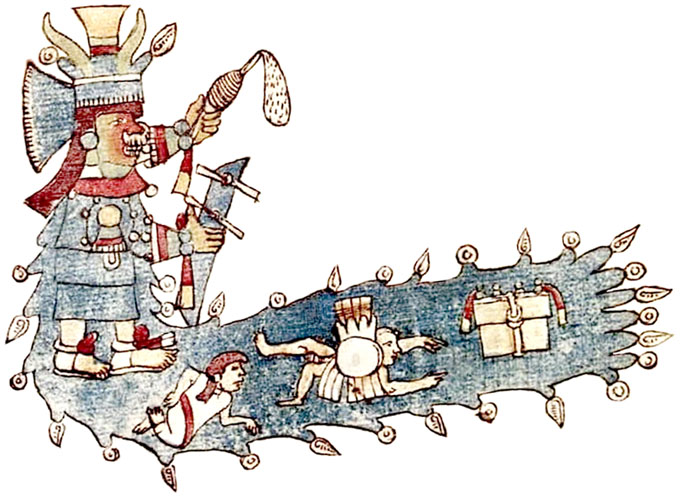
Chalchiuhtlicue Bogini wody
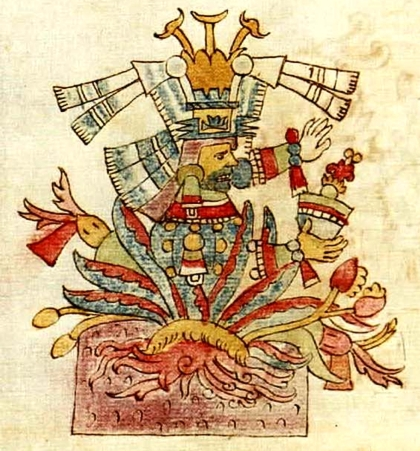
Mayahuel Bogini agawy i alkoholu
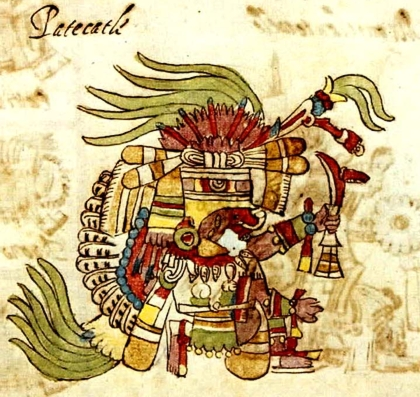
Patecatl Bóg medycyny
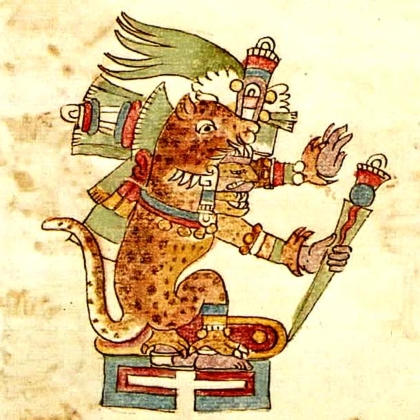
Tepeyollotl Bóg gór i trzęsień ziemi
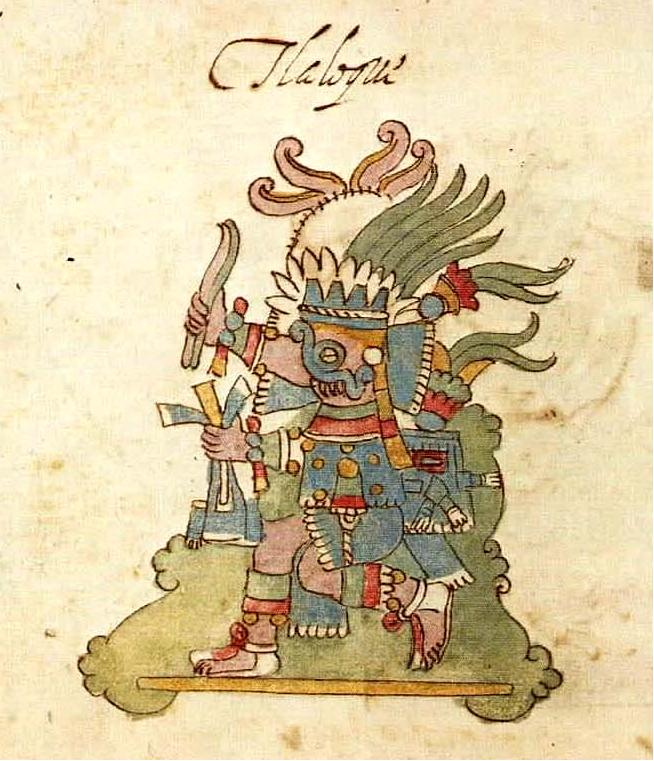
Tlaloc Bóg wody i deszczów
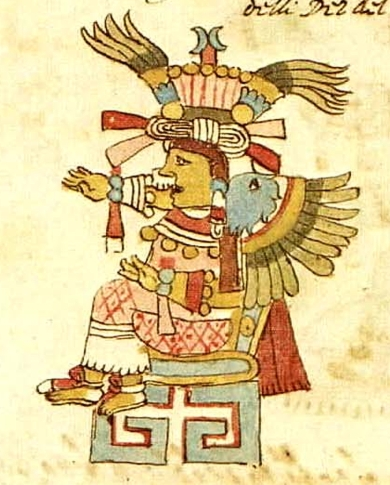
Xochiquetzal Bogini miłości i zabawy